# دونكان ستيوارت (سياسي)
دونكان ستيوارت (بالإنجليزية: Duncan Stewart)‏ هو سياسي أمريكي، ولد في 1763 في مقاطعة بلادين في الولايات المتحدة، وتوفي في 26 نوفمبر 1820. انتخب عضو مجلس نواب تينيسي وانتخب عضو مجلس نواب كارولينا الشمالية وانتخب عضو مجلس نواب مسيسيبي.